# T3 (Kadıköy-Moda Nostalgia Tramway)
| Station                     | Lage                        |
| --------------------------- | --------------------------- |
| Kadıköy - İDO - Metro       | 40° 59′ 24″ N, 29° 1′ 19″ O |
| Iskele Camii                | 40° 59′ 26″ N, 29° 1′ 23″ O |
| Çarşı                       | 40° 59′ 28″ N, 29° 1′ 32″ O |
| Altiyol                     | 40° 59′ 22″ N, 29° 1′ 44″ O |
| Bahariye                    | 40° 59′ 15″ N, 29° 1′ 43″ O |
| Kilise                      | 40° 59′ 9″ N, 29° 1′ 40″ O  |
| Moda İlkokulu               | 40° 59′ 3″ N, 29° 1′ 36″ O  |
| Moda Caddesi                | 40° 59′ 3″ N, 29° 1′ 28″ O  |
| Rızapaşa                    |                             |
| Mühürdar                    | 40° 59′ 7″ N, 29° 1′ 16″ O  |
| Damga Sokak                 | 40° 59′ 17″ N, 29° 1′ 16″ O |
| Kadıköy Moda Tramvay Deposu | 40° 59′ 21″ N, 29° 1′ 12″ O |

Die Linie T3 (Kadıköy-Moda Nostalgia Tramway) ist eine Museumsstraßenbahnlinie auf der asiatischen Seite von Istanbul mit einer Spurweite von 1000 Millimetern, die von der İstanbul Ulaşım betrieben wird.
Das ursprüngliche Istanbuler Straßenbahnnetz wurde in den 1960er Jahren stillgelegt. Die letzte Straßenbahn auf der asiatischen Seite fuhr am 3. Oktober 1966 zwischen Kadiköy und Kızıltoprak. Die verbliebenen Fahrzeuge wurden danach ins Transportmuseum gebracht. Der daraufhin eingeführte Oberleitungsbusverkehr endete am 16. Juli 1984.
1990 und 2003 wurden nacheinander zwei Museumsstraßenbahnlinien in Betrieb genommen, jeweils eine im europäischen und eine im asiatischen Teil der Stadt. Am 29. Dezember 1990 ging auf der europäischen Seite die T2 (Taksim–Tünel Nostalgia Tramway) mit nach historischem Vorbild neu gebauten Schienenfahrzeugen in Betrieb. Insbesondere bei Touristen gewann diese schnell an Popularität und wird bis heute betrieben. Sie wurde 2011 nicht mit der konventionell betriebenen Linie T1 (Kabataş–Bağcılar) zusammengelegt. Auf der Linie T3 wurden ab dem 1. November 2003 aus Jena und Schöneiche bei Berlin übernommene Straßenbahnwagen eingesetzt, die in Berlin und Gotha gebaut worden waren.
Die T3 bedient als Ringlinie im Uhrzeigersinn eine 2,6 Kilometer lange Strecke mit zehn Haltestellen, die in etwa der früheren Straßenbahnlinie 20 folgt. Es gibt auf der eingleisigen Strecke keine Überholstellen.
Die Linie T3 verkehrt von 7 Uhr bis 21 Uhr, während der Hauptverkehrszeit alle zehn Minuten. Die Fahrzeit beträgt 20 Minuten für die Gesamtstrecke. Die Fahrscheine kosten 15,00 Türkische Lira, täglich werden etwa 2000 Fahrgäste befördert.

## Fahrzeuge
Die zweiachsigen Wagen 201 und 203, die auf jeder Seite vier Fenster haben, sind sogenannte Rekowagen, die im Reichsbahnausbesserungswerk Berlin-Schöneweide gebaut wurden. Sie trugen früher die Nummer 138 in Jena beziehungsweise 75 in Schöneiche bei Berlin.

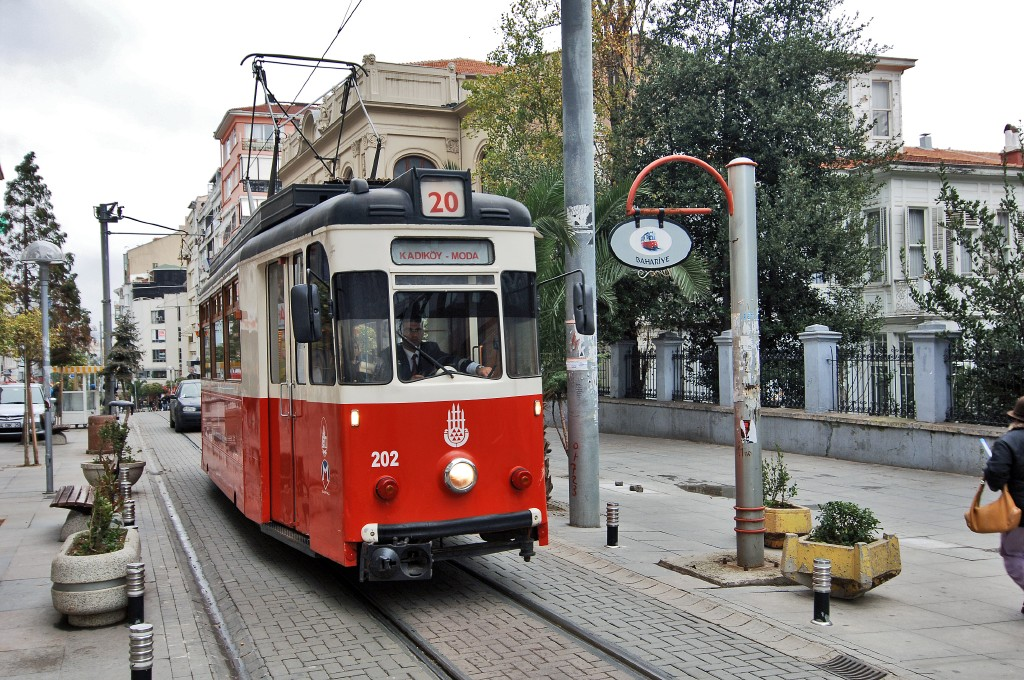
Rekowagen 202 stammt aus Jena

Der Wagen 202 wurde bei der Gothaer Waggonfabrik gebaut. Er gehört zur Baureihe T57 mit drei Fenstern pro Seite und lief früher in Jena mit der Nummer 102. Vier weitere in Gotha gebaute T57-Straßenbahnwagen mit den Nummern 104, 110, 112 und 115 wurden 2006 aus Jena beschafft und fahren heute mit den Nummern 204–207 in Istanbul, allerdings sind diese wegen Werbeaufdrucken außen nicht nummeriert. Der früher in Jena eingesetzte Wagen 102 (heute Istanbul 202) wurde 1958 gebaut und der Wagen 138 (heute Istanbul 201) im Jahr 1973. Die Jenaer Wagen 104, 110, 112 und 115 wurden 1960, 1961, 1958 und 1959 gebaut, und die drei letzteren wurden bis 1992 bei der Straßenbahn Görlitz eingesetzt. Der Schöneicher Wagen 75 (heute Istanbul 203) wurde 1975 nach einem aus den 1950er Jahren stammenden Design gebaut.